# Żełtiki
Żełtiki (ros. Желтики) – wieś (dieriewnia) w Rosji, w obwodzie kurgańskim, w rejonie lebiażjewskim. W 2010 liczyła 183 mieszkańców.